# Chleb tygrysi

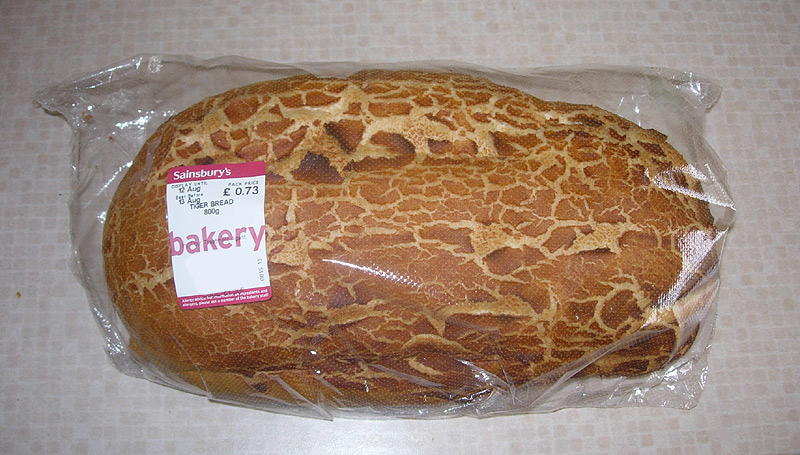
Chleb tygrysi

Chleb tygrysi (niderl. tijgerbrood, ang. tiger bread lub Dutch crunch) – chleb pszenny lub też bułka z charakterystyczną, kruchą i popękaną powłoką. Zgrubienie na chlebie jest wynikiem posmarowania wierzchniej warstwy chleba pastą ryżową, a sam chleb jest pieczony z ciasta z dodatkiem oleju sezamowego. Upieczony chleb, mimo kruchej powierzchni, jest bardzo pulchny i delikatny w środku.

## Występowanie
Chleb tygrysi jest sprzedawany w Holandii, Stanach Zjednoczonych (popularny w okolicach Zatoki San Francisco), Australii oraz Wielkiej Brytanii.

### Pochodzenie
Pochodzenie tego chleba nie jest do końca znane, ale chleb ten pierwotnie występował w Holandii, gdzie został spopularyzowany według niektórych w latach 70. Wiele wskazuje na to, że przepis na chleb został przywieziony z Azji, chociażby dlatego, że pasta ryżowa i olej sezamowy to charakterystyczne składniki tamtejszej kuchni. Bardzo prawdopodobne, że przepis przywieziono w czasach, gdy holenderskie floty handlowe prowadziły ożywiony handel z Południowo-Wschodnią Azją.